# Dunstan Hilton
Dunstan Hilton, né le 8 décembre 1951, est un homme politique vanuatais.

## Biographie
Il n'est pas scolarisé au-delà de l'école primaire, sur l'île de Méré Lava. Il travaille pour les compagnies aériennes Air Melanesia et Air Vanuatu puis pour l'entreprise française de distribution électrique Socométra avant d'entrer en politique. Adhérent au Parti progressiste populaire (PPP), il est élu député de la circonscription des îles Banks et Torrès au Parlement de Vanuatu aux élections législatives de 2004,. En février 2005 le Premier ministre Ham Lini le nomme ministre du Développement et de la Formation de la Jeunesse. En 2007, deux autres députés du PPP (Noel Tamata et Malon Hopsmander) et lui sont inculpés pour fraude bancaire et sont en conséquence suspendus du Parlement et du parti, et Dunstan Hilton est exclu du gouvernement. Noel Tamata et lui sont par la suite reconnus non-coupables, tandis que Malon Hopsmander est condamné à quinze mois de prison.
Réélu député en 2008, Dunstan Hilton est nommé ministre de la Justice et conjointement ministre des Affaires sociales en décembre 2010 par le Premier ministre Sato Kilman, chef du PPP. Après seulement treize jours, il est déplacé au ministère de l'Intérieur. Il perd cette fonction lorsque le gouvernement Kilman perd la confiance du Parlement en avril 2011. En septembre 2011 il est élu président du Parlement. Après les élections de 2012, il est ministre de l'Agriculture pendant deux semaines et demi de fin novembre à début décembre, à nouveau dans un gouvernement de Sato Kilman. En juin 2014, le nouveau Premier ministre Joe Natuman le nomme ministre des Relations avec le Parlement. En juin 2015, lorsque Sato Kilman redevient Premier ministre, Dunstan Hilton est fait à nouveau ministre de la Justice. Il est battu dans sa circonscription aux élections de 2016.